# Northlew
Northlew är en ort och civil parish i Storbritannien.   Den ligger i grevskapet Devon och riksdelen England, i den södra delen av landet, 290 km väster om huvudstaden London. Northlew ligger 147 meter över havet och antalet invånare är 592.
Terrängen runt Northlew är lite kuperad, och sluttar norrut. Runt Northlew är det ganska glesbefolkat, med 43 invånare per kvadratkilometer. Närmaste större samhälle är Okehampton, 9,3 km öster om Northlew. Trakten runt Northlew består i huvudsak av gräsmarker.